# Étude pour « Le miel est plus doux que le sang »
Étude pour « Le miel est plus doux que le sang » est un tableau réalisé par le peintre espagnol Salvador Dalí en 1926. Cette huile sur bois est un travail préparatoire pour Le miel est plus doux que le sang, laquelle est désormais perdue. Elle est conservée à la Fondation Gala-Salvador Dalí, à Figueras.